# Grands travaux inutiles
Pour les articles homonymes, voir GTI.
 (mai 2009).
Si vous disposez d'ouvrages ou d'articles de référence ou si vous connaissez des sites web de qualité traitant du thème abordé ici, merci de compléter l'article en donnant les références utiles à sa vérifiabilité et en les liant à la section « Notes et références ».
L'expression « grands travaux inutiles » (abrégée en GTI) désigne, depuis le milieu des années 1980, des réalisations de grandes infrastructures qui se sont avérées a posteriori (bien que parfois qualifiées comme telles par leurs détracteurs dès le début du chantier, voire dès l'annonce du projet) économiquement et/ou écologiquement aberrantes car inutiles, disproportionnés par rapport aux besoins ou excessivement coûteux. Les chantiers concernés, quand ils ne sont pas démolis, sont laissés à l'abandon (parfois dans un état d'inachèvement), sous-utilisés ou reconvertis. Les expressions « grands projets inutiles » et « grands projets inutiles et imposés »  sont apparues au début des années 2010 pour désigner des projets en cours, dont l'utilité est remise en cause a priori par les opposants à ces derniers.

## Histoire et terminologie

### Defossé et les «grands travaux inutiles»
L'expression « grands travaux inutiles » est utilisée pour la première fois par le journaliste belge d’investigation Jean-Claude Defossé dans le programme homonyme diffusé sur la RTBF à partir de 1986, puis dans son ouvrage Le Petit Guide des grands travaux inutiles publié chez RTBF Édition en 1990.
Cette expression, qui désigne de grands chantiers n’ayant jamais été terminés, n’ayant pas atteint leurs objectifs ou dont l’utilité est contestée, a continué à être utilisée ensuite en Belgique, y compris par les néerlandophones, comme dans l’ouvrage Blijvende blunders : de grote nutteloze werken (1993) et sa suite Nog meer blijvende blunders (1996) du journaliste belge Douglas De Coninck. Les travaux inutiles ont été revisités par le journaliste Samy Hosni pour l'émission On n'est pas des pigeons sur la RTBF.

### Les «grands projets inutiles (et imposés)» des années 2010
Au tournant de la décennie 2010 émerge sur la scène médiatique française le projet d'aéroport du Grand Ouest à Notre-Dame-des-Landes ainsi que la contestation qu'il rencontre. Il devient rapidement un symbole des projets jugés par les militants écologistes « inutiles » voire « imposés », tels que ceux – en France – du barrage de Sivens, de la Ferme des mille vaches ou de la ligne ferroviaire Lyon - Turin, lesquels rencontrent également une forte opposition,. La notion militante de « grands projets inutiles » apparaît dans les médias (sous forme de citation),, et est également utilisée par certains partis politiques (EELV, PG, Parti pour la décroissance). Elle fait l'objet d'un ouvrage, paru en juillet 2013 : Le Petit Livre noir des grands projets inutiles,. La notion, comparativement à celle de « grands travaux inutiles », est étendue à des projets qui ne concernent pas uniquement le domaine des travaux publics et des infrastructures ou des réalisations achevées.
L'expression « grands projets inutiles et imposés » (GPII) suppose quant à elle, de surcroît, une décision prise par le pouvoir politique en relation avec une technostructure, mais sans consultation démocratique des citoyens. Il existe un forum annuel des GPII – en anglais, Forum against Unnecessary Imposed Mega Projects (UIMP) – depuis 2011. Il s'est tenu successivement à Vénaux (dans le cadre du Forum social mondial, en Italie), à Notre-Dame-des-Landes (France), Stuttgart (projet ferroviaire Stuttgart 21, Allemagne) et Roșia Montană (projet minier, Roumanie). En effet, l'opposition aux « grands projets inutiles et imposés », au cours des années 2010, s'est organisée à l'échelle européenne.
Selon Paul Ariès, « [la lutte contre les GPII s'inscrit dans la] longue histoire des résistances populaires contre ce que les puissants ont toujours présenté comme le progrès et qui n'est que l'organisation de la société, du monde, de la conception même de la vie au service d'une petite minorité ».
Début 2016, en France, une centaine de projets sont qualifiés de « grands projets inutiles et imposés » par les associations nationales de protection de l'environnement.

## Liste de grands travaux inutiles par pays
- Si vous ne connaissez pas le sujet, laissez ce bandeau (vous pouvez alors contacter les auteurs).
- Si vous supprimez le contenu mis en cause (vous pouvez préalablement contacter les auteurs),

argumentez précisément cette suppression dans la page de discussion
(un manque de référence n'est pas un argument ; une recherche réelle de référence doit avoir été effectuée, être formellement documentée).
Cette section recense les constructions (inachevées ou non), non des projets jamais construits, qui ont été considérées a posteriori comme des « grands travaux inutiles ».

### Autriche
- La centrale nucléaire de Zwentendorf, entièrement terminée mais jamais mise en service à la suite d'un vote des Autrichiens contre cette dernière, en 1978[15]

### Belgique
Une partie des grands travaux inutiles en Belgique (pays d'origine de l'expression) est potentiellement le résultat de la politique du gaufrier.

### Canada
- Débutée en 1974, l’usine d’eau lourde de Laprade au Québec qui ne rentra jamais en fonction[16].
- L'édifice nommé Îlot Voyageur, voisin de la Gare d'autocars de Montréal, partiellement inachevé, chantier interrompu, devenu symbole des dérives immobilières des universités durant la Grève étudiante québécoise de 2012. Ce projet, qualifié de « fiasco immobilier », était à l'origine piloté par l'Université du Québec à Montréal qui souhaitait en faire des résidences étudiantes[17].
- La centrale thermique située à Bécancour, construite en 2006 par l'entreprise privée TransCanada Énergie, en partenariat avec Hydro-Québec et en prévision d'une supposée « crise énergétique » qui n'est jamais venue. La production d'électricité a cessé en janvier 2008, mais la société d'État doit quand même verser une centaine de millions de dollars par année à TransCanada, en vertu d'un contrat valide jusqu'en 2026[18].

### Corée du Nord

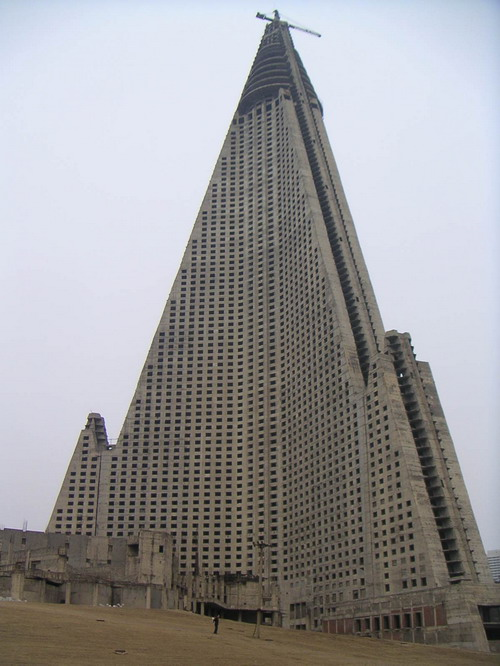
L’hôtel Ryugyong en 2004.

- L’hôtel Ryugyong à Pyongyang, capitale de la Corée du Nord. Avec ses 329 mètres, cet hôtel était destiné à devenir l’un des plus hauts bâtiments du monde. Mais par manque de fonds, le chantier fut abandonné alors que le gros-œuvre de l’hôtel était terminé. Plusieurs années se sont écoulées entre l’arrêt de la construction et la reprise des travaux pour un achèvement effectif en 2012.

### Espagne
- Arthur Byne, un représentant de la Hispanic Society of America, dans un de ses voyages en quêtes de « bric-à-brac » à acquérir pour les collections du musée, découvre en 1930, près de Burgos en Espagne, les ruines d'un monastère cistercien décrépit, Santa María de Óvila. Il fait du monastère quelques croquis qu'il envoie à William Randolph Hearst, homme d'affaires américain, magnat de la presse écrite. Celui-ci ravi, décide d'acheter le monastère dans son intégralité, de le démonter et de l'envoyer en Californie afin de l'intégrer à son projet de château médiéval, « Wyntoon », dans les forêts du nord de la Californie, tout près de la rivière McCloud.
La chapelle elle-même doit devenir une piscine de 150 m de long. Lorsque le monastère est acheminé dans onze bateaux, le coût estimé de la construction explose et va bien au-delà de ce que Hearst peut payer. La Grande Dépression achève de ruiner le projet. Les pierres sont un temps stockées dans des entrepôts qui subissent plusieurs incendies. Les pierres qui subsistent sont maintenant entreposées pèle-mêle dans le Golden Gate Park à San Francisco[19].
- La gare internationale de Canfranc.
- La centrale nucléaire de Lemoniz[20], dont la construction est abandonnée à la suite d'attentats
- De nombreuses constructions décidées dans les années 2000[21], dont l'aéroport de Castellón-Costa Azahar, inauguré en mars 2011 et surnommé localement le « premier aéroport piétonnier du monde ».

### États-Unis
- La centrale nucléaire de Bellefonte dont les travaux débutés en 1975 sont interrompus en 1988 après que cinq milliards de dollars ont été dépensés[22]. Elle est rachetée fin 2016 pour 111 millions de dollars pour une entreprise qui veut terminer le site en investissant 13 milliards de dollars[23].

### France

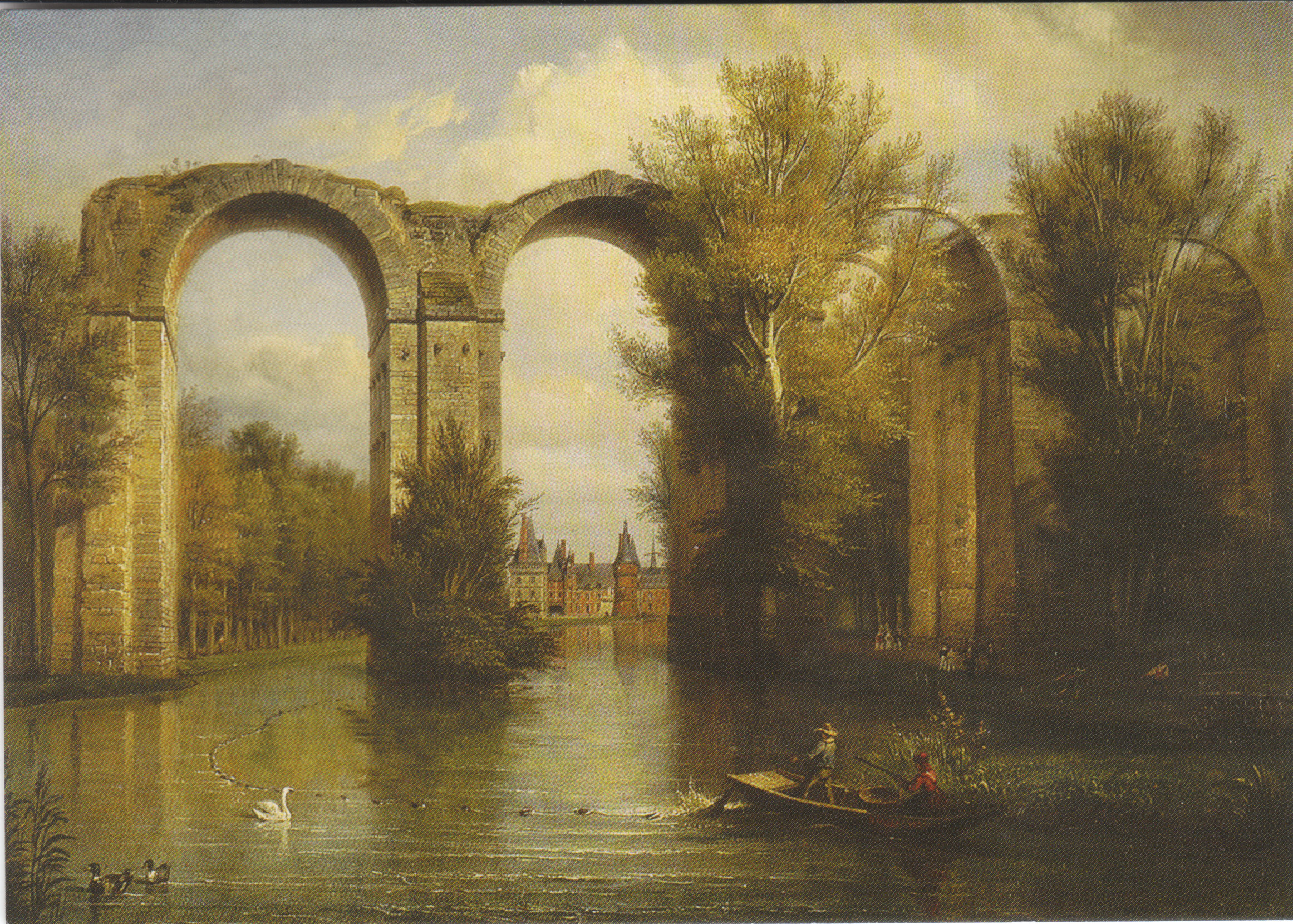
Le château de Maintenon vu à travers l'aqueduc.

- L'aqueduc de Maintenon est un ouvrage d'art inachevé franchissant la vallée de l'Eure. Il fait partie du Canal de l'Eure, de Pontgouin à Versailles, commencé sous Louis XIV dans le but d'alimenter en eau le château de Versailles. Commencés en 1686, les travaux seront abandonnés en 1689 en raison de l'entrée en guerre du Royaume.
- Le SK de Noisy-le-Grand devait relier la gare RER à un quartier d'affaires jamais construit à quelques centaines de mètres de là à la suite de l'abandon de la promotion immobilière. La station arrivée a été détruite en 2018 lors de la construction d'un projet immobilier, ce métro de type SK n'aura donc jamais servi. Un projet de reconversion de la gare RER du SK en lieu de vie est en cours.
- Le projet de Grand Abattoir de La Villette à Paris (une partie de la structure en béton longtemps vide a cependant servi pour la construction de la Cité des sciences)[réf. nécessaire].
- Dans le métro de Paris : les stations inachevées ou pas construites Haxo, Porte Molitor, La Défense - Michelet et Élysées La Défense, principalement pour des raisons économiques.
- Le parc Barbieux, situé à Roubaix, doit son origine à un ambitieux projet des années 1840, consistant à creuser un canal à partir de Roubaix pour relier la ville à la Marque. Différentes difficultés techniques liées à la topographie conduisent à son abandon. En 1859, Henri-Léon Lisot imagine de remplacer les terrains laissés par les débuts du chantier du canal par un parc urbain. Ce dernier en garde aujourd’hui un caractère très vallonné.

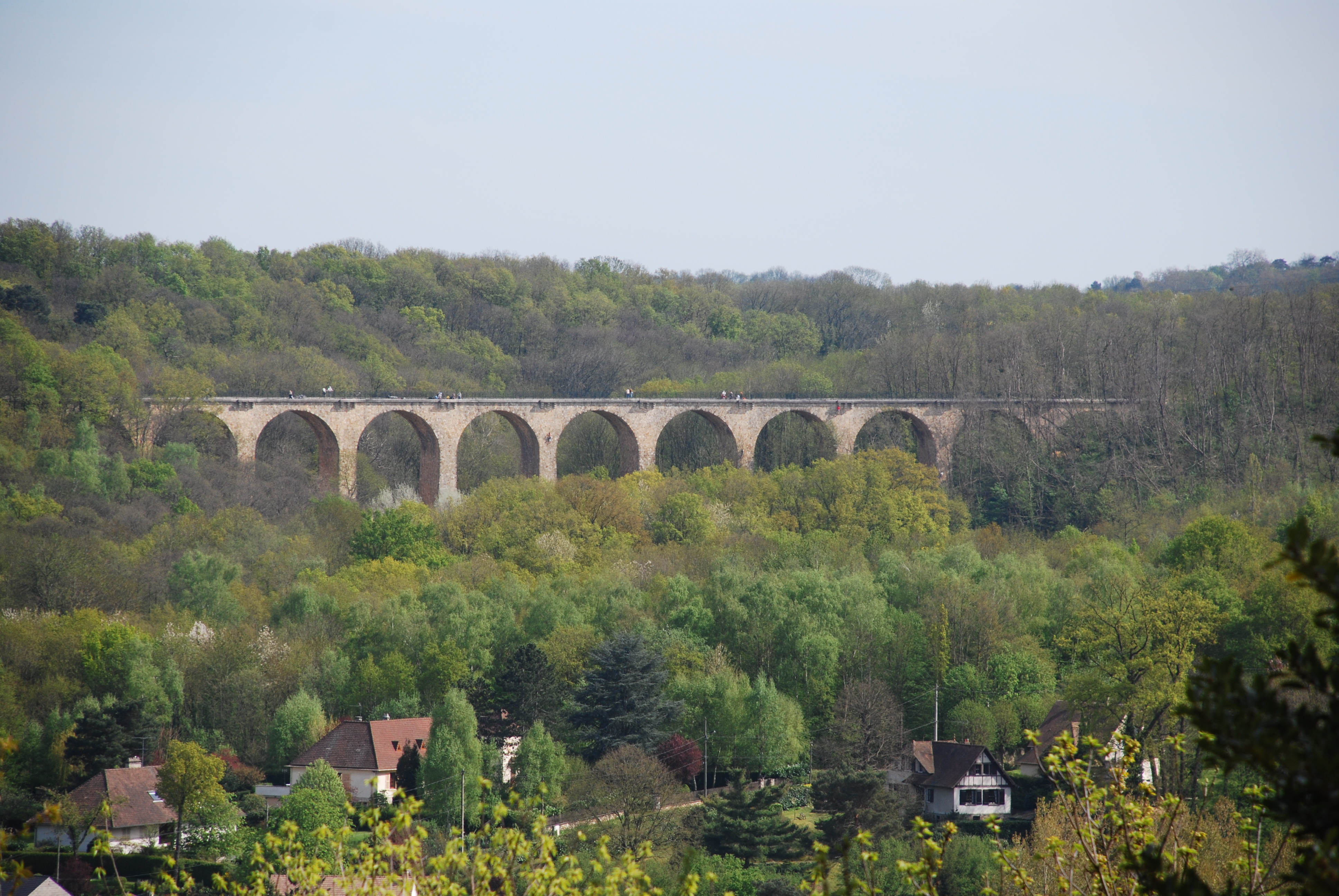
Le viaduc des Fauvettes sur la ligne Paris-Chartres par Gallardon.

- La ligne de Saint-Maurice-sur-Moselle à Wesserling, s'embranchant sur la ligne d'Épinal à Bussang au niveau de Saint-Maurice sur Moselle, comportant un tunnel de 8 287 mètres sous le col de Bussang, 4060 mètres de galeries ont été creusés, mais la ligne n'a jamais été achevée[24].
- La ligne de chemin de fer Paris-Chartres par Gallardon, dont la construction est décidée à la fin du XIXe siècle et qui nécessitera notamment la construction de plusieurs viaducs dans sa traversée de la vallée de Chevreuse[25]. Les travaux sont achevés en 1914 mais le tronçon de la ligne situé en Île-de-France n'a jamais été utilisé commercialement[26]. De nos jours, le tracé passant par Villebon-sur-Yvette et Orsay est devenu la route départementale 188 et emprunte le viaduc d'Orsay, alors que le viaduc des Fauvettes entre Bures-sur-Yvette et Gometz-le-Châtel, bombardé durant la Seconde Guerre mondiale, a été réhabilité et est devenu une base de loisirs[25]. Une partie des emprises de la ligne à hauteur de Massy-Palaiseau ont été réutilisées par la LGV Atlantique.

### Haïti
- La Tour 1804 construite pour commémorer le bicentenaire de l'indépendance haïtienne au Champ de Mars à Port-au-Prince. Les travaux ont cessé début 2004 avant qu'elle ne soit achevée[27].

### Pays-Bas
- Le canal de la Hollande-Septentrionale, dont la construction est décidée au XIXe siècle par le roi Guillaume II, va s’avérer rapidement trop petit, trop sinueux et inutilement long. Il est plus tard remplacé par le canal de la Mer du Nord, construit à partir de 1865.

### Ukraine
- La construction de la centrale nucléaire de Crimée a été abandonnée en 1986 à la suite de la catastrophe de Tchernobyl[28],[29].